# ایلی برگرن
ایلی برگرن (انگلیسی: Emelie Berggren؛ زادهٔ ۱۵ سپتامبر ۱۹۸۲) بازیکن هاکی روی یخ اهل سوئد است.